# FC Steel Trans Ličartovce
FC Steel Trans Ličartovce (celým názvem: Futbalový club Steel Trans Ličartovce) byl slovenský fotbalový klub, který sídlil v obci Ličartovce v Prešovském kraji.
Založen byl v roce 1950 pod názvem DŠO Sokol Ličartovce. Výrazný přelom v historii klubu nastal v roce 1992, kdy se klubu povedlo postoupit z III. okresní třídy a následně tím odstartovat i šňůru dalších pěti postupů, která byla zakončena postupem do druhé celostátní ligy. V roce 2004 byl do klubu sloučen úspěšný košický celek 1. FC Košice. O rok později byl klub přesunut právě do Košic, kde vzniklo úplně nové fotbalové sdružení MFK Košice.
Své domácí zápasy odehrával na stadionu Ličartovce s kapacitou 2 400 diváků.

## Historické názvy
Zdroj: 
- 1950 – DŠO Sokol Ličartovce (Dobrovoľná športová organizácia Sokol Ličartovce)
- 1962 – TJ Družstevník Ličartovce (Telovýchovná jednota Družstevník Ličartovce)
- 1992 – FC Plastt Ličartovce (Futbalový club Plastt Ličartovce)
- 1996 – FC Steel Trans Ličartovce (Futbalový club Steel Trans Ličartovce)
- 2004 – fúze s 1. FC Košice ⇒ název nezměněn
- 2005 – fúze s MFK Košice ⇒ zánik

## Umístění v jednotlivých sezonách
Stručný přehled
Zdroj: 
- 1994–1995: 4. liga VsFZ – sk. Východ
- 1995–1997: 3. liga – sk. Východ
- 1997–2005: 2. liga

Jednotlivé ročníky
Zdroj: 
Legenda: Z – zápasy, V – výhry, R – remízy, P – porážky, VG – vstřelené góly, OG – obdržené góly, +/- – rozdíl skóre, B – body, červené podbarvení – sestup, zelené podbarvení – postup, fialové podbarvení – reorganizace, změna skupiny či soutěže
| Slovensko (1994 – 2005) |                           |        |    |    |    |    |    |    |     |    |        |
| Sezóny                  | Liga                      | Úroveň | Z  | V  | R  | P  | VG | OG | +/- | B  | Pozice |
| 1994/95                 | 4. liga VsFZ – sk. Východ | 4      | 26 | 19 | 6  | 1  | 68 | 14 | +54 | 63 | 1.     |
| 1995/96                 | 3. liga – sk. Východ      | 3      | 30 | 16 | 3  | 11 | 43 | 38 | +5  | 51 | 6.     |
| 1996/97                 | 3. liga – sk. Východ      | 3      | 30 | 19 | 6  | 5  | 55 | 15 | +40 | 63 | 1.     |
| 1997/98                 | 2. liga                   | 2      | 34 | 15 | 6  | 13 | 45 | 45 | 0   | 51 | 7.     |
| 1998/99                 | 2. liga                   | 2      | 34 | 13 | 9  | 12 | 38 | 38 | 0   | 48 | 8.     |
| 1999/00                 | 2. liga                   | 2      | 34 | 17 | 10 | 7  | 69 | 39 | +30 | 60 | 4.     |
| 2000/01                 | 2. liga                   | 2      | 34 | 15 | 5  | 14 | 50 | 36 | +14 | 50 | 9.     |
| 2001/02                 | 2. liga                   | 2      | 34 | 15 | 9  | 6  | 47 | 28 | +19 | 54 | 2.     |
| 2002/03                 | 2. liga                   | 2      | 30 | 19 | 4  | 7  | 59 | 33 | +26 | 61 | 2.     |
| 2003/04                 | 2. liga                   | 2      | 30 | 15 | 7  | 8  | 51 | 26 | +25 | 52 | 2.     |
| 2004/05                 | 2. liga                   | 2      | 30 | 18 | 6  | 6  | 66 | 26 | +40 | 60 | 2.     |